# Hypsophthalmus campestris
Hypsophthalmus campestris är en loppart som beskrevs av Jordan et Rothschild 1913. Hypsophthalmus campestris ingår i släktet Hypsophthalmus och familjen Chimaeropsyllidae. Inga underarter finns listade i Catalogue of Life.